# Bencze Imre
Bencze Imre (Mohács, 1932. március 25. – Budapest, 2012. november 22.) a földrajztudomány kandidátusa, költő.
Túl azon, hogy a földrajztudományok doktora, a nyelvek, első sorban a magyar nyelv embere volt, hat felsőfokú nyelvvizsgája volt. Bár több tudományos műve jelent meg, országos ismertségéhez az 1987-es III. Humorfesztiválon Sinkovits Imre által előadott versparódiája, az „Édes, ékes apanyelvünk” sikere is jelentősen hozzájárult. Ez a vers rendszeres része volt a Lőrincze Lajos és Grétsy László által készített rádiós nyelvművelő műsoroknak, ahol gyakran igen nagy részletességgel elemeztek szavakat.
Számos verse nem jelent meg nyomtatásban, csak néhány rádióműsorban, illetve az interneten kapott nagyobb nyilvánosságot. Rendszeres szerzője volt a Füles rejtvénymagazinnak.

## Művei
- Francia föld – francia nép (Társszerző dr. Katona Sándor), 1970
- Édes, ékes apanyelvünk (előadja Sinkovits Imre), 1984[1][2]